# Meredith Whitney
Meredith Whitney est une femme d'affaires américaine.

## Biographie

### Enfance et formation
Elle grandit à Bethesda.
Elle est diplômée avec mention de l’Université Brown.

### Carrière
En décembre 2015, elle rejoint l’assureur bermudien Arch Capital Group en tant que responsable supervisant des sociétés d’investissement externes.
De 2021 à 2022, Whitney a été directrice financière de Kindbody, une entreprise de santé et de technologie à forte croissance.